# Søby (Ærø Kommune)

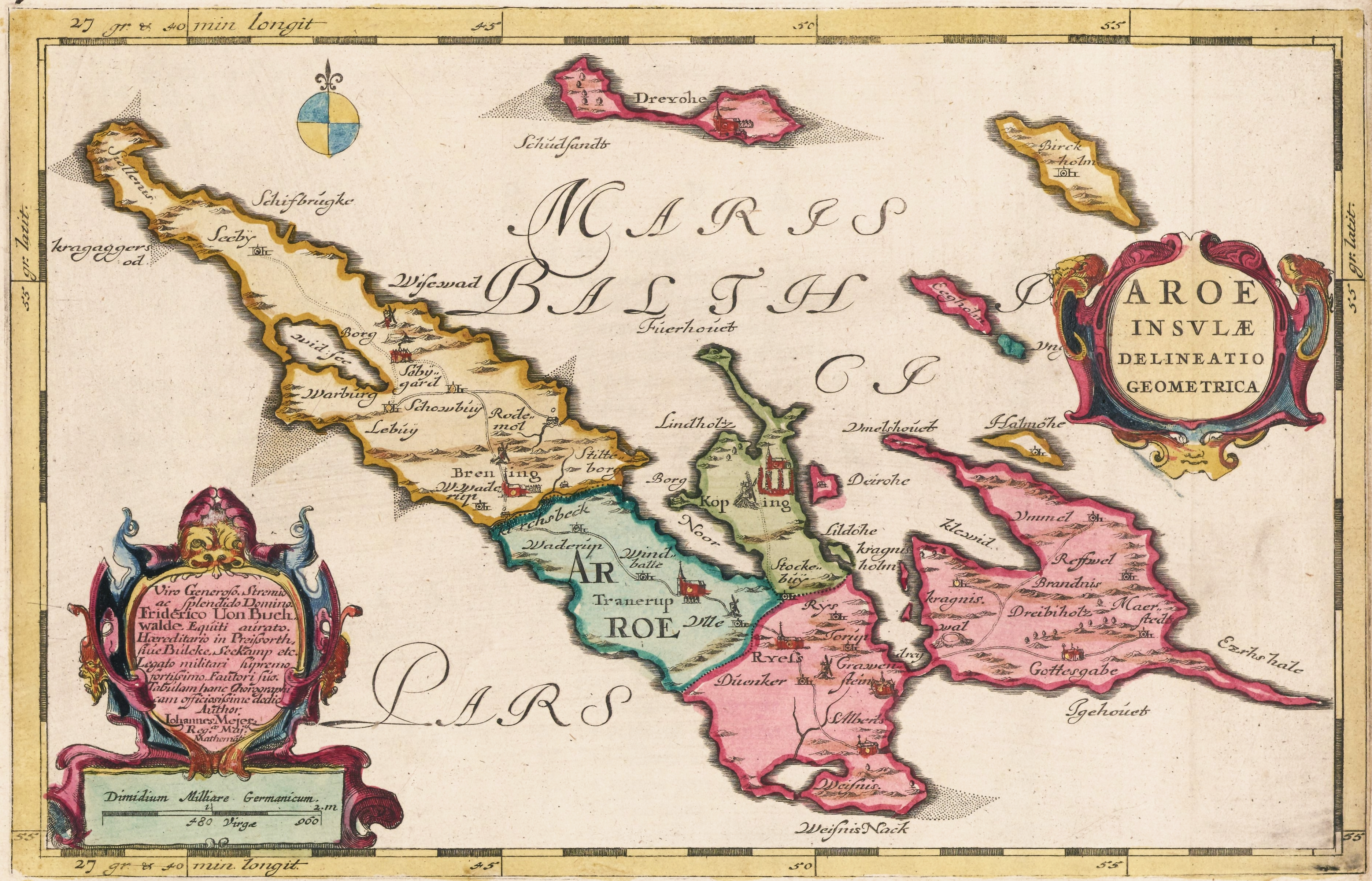
Seeby auf der Karte von 1665

Søby ist die nördlichste Stadt auf der dänischen Insel Ærø.
Die Stadt bildet eine eigene Kirchspielsgemeinde (dän.: Sogn) Søby Sogn und gehört zur Ærø Kommune in der Region Syddanmark. Bis 1864 gehörte die Stadt – wie ganz Ærø, das eine eigene Harde Ærø Herred bildete – zum Nordborg Amt des Herzogtums Schleswig, danach bis zur dänischen Verwaltungsreform von 1970 zum Svendborg Amt. Dann gehörte Søby zur Ærøskøbing Kommune im damaligen Fyns Amt, bis diese noch vor der dänischen Verwaltungsreform von 2007 zum 1. Januar 2006 mit der Nachbarkommune Marstal Kommune zur Ærø Kommune verschmolzen wurde. 
Søby hat 436 Einwohner (Stand: 1. Januar 2023) und verfügt über einen Yacht-,  Fähr- und Fischereihafen. Mehrmals täglich verkehren Fähren von und nach Fynshav auf der Insel Als (dt.: Alsen) und Faaborg auf der Insel Fyn (dt.: Fünen).